# Sambuca (macchina da guerra)

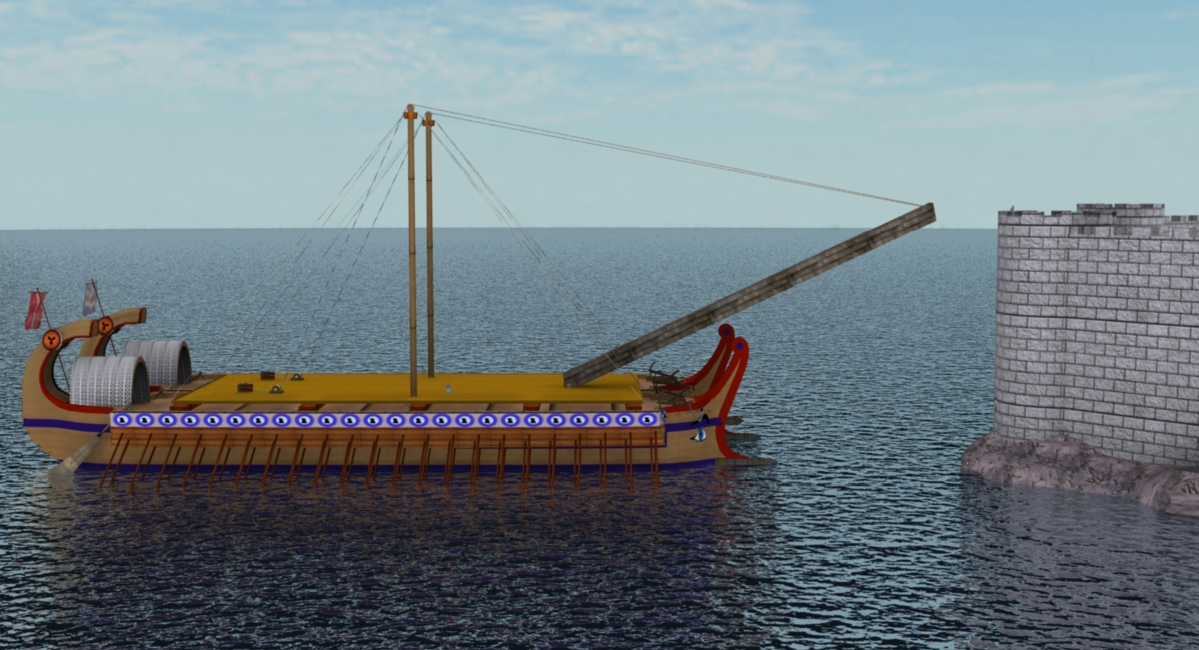
Ricostruzione di sambuca ellenistica

La sambuca (in greco σαμβύκη sambýkē) era un'antica macchina da guerra ellenistica (inventata da Eraclide di Taranto attorno al III secolo a.C.) e utilizzata fino in epoca medievale, era a forma di ponte volante che serviva per scalare le mura.

## Struttura
Questa macchina da guerra consisteva in una torre d'assedio trasportata tra due navi affiancate. Condotta dalle navi sotto le mura delle città nemiche, gli uomini tentavano di appoggiare la torre alle mura per poi scavalcarle grazie ad una sorta di ponte levatoio manovrato da corde. Venne chiamata sambuca in quanto una volta innalzata assomigliava in qualche modo allo strumento musicale sambuca. Questa la descrizione che ne fa Polibio durante l'assedio di Siracusa:
(Polibio, VIII, 4, 4-10.)

## Storia
La sambuca era una macchina da guerra ereditata dai Greci, con la forma di un ponte volante (una specie di ponte levatoio mobile, manovrato da corde), atta a scalare le mura avversarie. Fu inventata da Eraclide di Taranto attorno al III secolo a.C. Ed i Romani ne appresero l'utilizzo subito dopo le guerre pirriche degli anni 280-275 a.C. Un esempio di questa macchina da guerra lo abbiamo descritto da Polibio durante l'assedio di Siracusa del 212 a.C. durante la seconda guerra punica:
(Polibio, Le Storie, VIII, 5.)
Un altro esempio lo abbiamo descritto da Appiano di Alessandria nel corso dell'assedio di Rodi da parte delle truppe di Mitridate nel corso della prima guerra mitridatica (autunno dell'88 a.C.):
(Appiano, Guerre mitridatiche, 26.)
Alla fine Mitridate desistette ed abbandonò Rodi:
(Appiano, Guerre mitridatiche, 27.)
Altro esempio lo troviamo nel corso dell'assedio di Cizico del 74 a.C., quando Mitridate fece avanzare una sambuca montata su due quinqueremi unite tra loro, dove era posta una torre per l'assedio del porto, da cui veniva calato un ponte levatoio mobile attraverso un dispositivo meccanico una volta avvicinate alle mura affiancate. Appiano di Alessandria racconta che una volta fatto calare il ponte levatoio sulle mura della vicina città, con grande rapidità, mentre quattro suoi soldati lo attraversarono di corsa. I Ciziceni rimasero, in un primo momento, a bocca aperta per la novità del dispositivo, ma in seguito si fecero coraggio e riuscirono a respingere il primo assalto dei quattro soldati giù dalle mura. Poco dopo disposero di versare pece infuocata sulle due navi lì sotto, costringendo il nemico ad allontanarsi. In questo modo i Ciziceni riuscirono a battere gli invasori dal mare.